# Portjengrat
Portjengrat (en alemán) o Pizzo d'Andolla (en italiano) es una montaña en los Alpes Peninos en la frontera entre Italia y Suiza. Tiene una altura de 3.654/3.656 m s. n. m., según las fuentes. 

## Geografía
Según al SOIUSA, el Portjengrat/Pizzo d'Andolla da su nombre a un subgrupo alpino, Grupo del Pizzo d'Andolla, con código I/B-9.V-B.4.e. Se incluye en la parte grande Alpes occidentales, gran sector de los Alpes del noroeste, sección de los Alpes Peninos, subsección Alpes del Mischabel y del Weissmies, supergrupo Cadena del Andolla y grupo Antigine-Bottarello-Andolla.
En la vertiente italiana se encuentra en el término del valle Antrona (lateral de Val d'Ossola) y como tal es la cima más al ta de val d'Ossola. En la vertiente suiza se encuentra sobre la localidad de Saas-Almagell en el Saastal.

## Ascensión
La montaña fue ascendida por vez primera en el año 1884 por Seymour King, Ambros Supersaxo y Aloys Anthamatten.
Desde la vertiente italiana el ascenso a la cima es largo y complicado. Se parte normalmente desde el refugio Andolla (2.052 m). Desde la vertiente suiza se puede salir desde la cabaña de Almagel (Almagellerhütte).